# 370 (tal)
370 (trehundrasjuttio) är det naturliga talet som följer 369 och som följs av 371.

## Inom vetenskapen
- 370 Modestia, en asteroid

## Inom matematiken
- 370 är ett jämnt tal
- 370 är summan av fyra primtal som kommer efter varandra: 83 + 89 + 97 + 101
- 370 är ett Armstrongtal
- 370 är ett dekagontal